# Ouroux
Ouroux era una comuna francesa situada en el departamento del Ródano, de la región de Auvernia-Ródano-Alpes, que el 1 de enero de 2019 pasó a ser una comuna delegada de la comuna nueva de Deux-Grosnes.

## Geografía
Ouroux está situada en el norte del departamento, en la región de Beaujolais, a 35 km al noroeste de Villefranche-sur-Saône.

## Demografía
| 496 | 451 | 338 | 325 | 311 | 325 | 339 | 337 |
| Para los censos de 1962 a 1999 la población legal corresponde a la población sin duplicidades (Fuente: INSEE [Consultar]) |     |     |     |     |     |     |     |